# Rock 'N' Roll (album)
| Recensione | Giudizio |
| ---------- | -------- |
| AllMusic   |          |
| Metacritic | 67/100   |
| SpazioRock | 4.5/10   |

Rock 'N' Roll è il settimo album in studio del gruppo hard rock statunitense Buckcherry, pubblicato il 21 agosto 2015 dalla F-Bomb Records. L'album, prodotto da Keith Nelson, è stato preceduto dal singolo Bring It On Back.

## Tracce
1. Bring It On Back – 3:30 (Josh Todd, Keith Nelson)
2. Tight Pants – 3:18 (Todd, Nelson, Stevie Dacanay)
3. Wish to Carry On – 3:23 (Todd, Nelson)
4. The Feeling Never Dies – 3:57 (Todd, Nelson)
5. Cradle – 3:44 (Todd, Nelson)
6. The Madness – 4:06 (Todd, Nelson)
7. Wood – 3:09 (Todd, Nelson)
8. Rain's Falling – 4:42 (Todd, Nelson)
9. Sex Appeal – 3:24 (Todd, Nelson)
10. Get With It – 2:53 (Todd, Nelson, Dacanay)

Tracce bonus dell'edizione giapponese
1. I've Done Everything for You (cover del brano di Sammy Hagar) – 3:18 (Sammy Hagar)
2. Mama Kin (cover del brano degli Aerosmith) – 4:30 (Steven Tyler)

Tracce bonus dell'edizione Best Buy
1. Cannonball – 3:14
2. I've Done Everything for You (cover del brano di Sammy Hagar) – 3:17 (Sammy Hagar)

## Formazione
- Josh Todd – voce
- Keith Nelson – chitarra
- Stevie D – chitarra
- Xavier Muriel – batteria
- Kelly LeMieux – basso

## Classifiche
| Classifica (2015)         | Posizione massima |
| ------------------------- | ----------------- |
| Stati Uniti               | 96                |
| Stati Uniti (alternative) | 9                 |
| Stati Uniti (hard rock)   | 10                |
| Stati Uniti (independent) | 6                 |
| Stati Uniti (rock)        | 17                |